# Камса (язык)
Камса́ (Camëntsëá, Camsá, Coche, Kamemtxa, Kamsa, Kamse, Sibundoy, Sibundoy-Gaché) — изолированный индейский язык, на котором говорят в долине Сибундой, около города Ингас, департамента Путумайо в Колумбии. Большинство населения также говорят на инга и испанском языках. Рулен и другие классифицируют его как экваториальный.